# Kyjatice
Kyjatice este o comună slovacă, aflată în districtul Rimavská Sobota din regiunea Banská Bystrica. Localitatea se află la altitudinea de 465 m deasupra n.m., se întinde pe o suprafață de 6,15 km2 și în 2017 număra 78 de locuitori. Se învecinează cu Rimavské Brezovo și Hrušovo.

## Istoric
Localitatea Kyjatice este atestată documentar din 1413.

## Demografie
| An:                | 1994 | 2004    | 2014   | 2024   |
| ------------------ | ---- | ------- | ------ | ------ |
| Număr de persoane: | 101  | 82      | 76     | 71     |
| Diferență:         |      | −18,81% | −7,31% | −6,57% |

| An:                | 2023 | 2024   |
| ------------------ | ---- | ------ |
| Număr de persoane: | 68   | 71     |
| Diferență:         |      | +4,41% |